# Celio González
Celio Adán González Ascencio (Camajuaní; 29 de enero de 1924-Ciudad de México; 17 de octubre de 2004) fue un cantante cubano, de boleros conocido en el ambiente musical como "El Satanás de Cuba". Su época más prodigiosa fue con La Sonora Matancera.[cita requerida]

## Biografía
Sus inicios artísticos fueron estimulados por su madre, ya que lo protegía por la enfermedad hereditaria denominada focomelia, que le provocó nacer sin dos dedos de la mano y de los pies. De niño ayudaba a su madre a la venta de artículos de artesanía. 
Participó en el concurso de La Corte Suprema del Arte realizado en Sancti Spíritus. Residió algún tiempo en Camagüey y allí, con diecisiete años de edad, trabajó en la orquesta de Joaquín Mendivel, así como en el Conjunto Camacho. Fundó el Trío Nacional. Se trasladó a La Habana donde se empleó como cantante de los conjuntos Los Jóvenes del Cayo de Alfonsín Quintana, el de Luis Santí y el Conjunto Casino. 
Su época de oro empezó el 23 de mayo de 1956, con la Sonora Matancera, dirigida a la sazón por Rogelio Martínez. Fue cantante de planta de la orquesta en sustitución de Bienvenido Granda y Laíto Sureda. 
La primera canción que grabó fue el bolero-rítmico "Quémame los ojos", su primer gran éxito, y luego otros como "Total", "Amor sin Esperanza", "Y no me engañes Más", "Besito de Coco".[cita requerida]
En 1959 ya Fidel Castro gobernaba la isla, cuando Celio regresaba de una gira, cuando se dio con la desagradable sorpresa que le habían confiscado todos su bienes, y al verse en la desesperación, viajó a Ciudad de México junto a su esposa Martha Torres y sus hijos Celio Lázaro y Linda Elisa. contratado por la empresa de discos Orfeón, y fijó su residencia en ese país.
En 1962 retornó a la Sonora Matancera y nuevamente firmó para Seeco Records, quedándose hasta 1965. Se añadieron nuevos éxitos "Yo soy el Son Cubano", "Vámonos de Fiesta", "Nobleza", "Noche de Farra". 
Actuó en radio, televisión, teatro, centros nocturnos y grabó varios discos de larga duración. Se destacó en el bolero, aunque interpretó casi todos los ritmos. Entre sus grabaciones más recordadas está el bolero de José Dolores Quiñones "Vendaval sin rumbo". Se le conoció bajo el epíteto de "El flaco de oro". En México se publicó un libro sobre su vida y obra. En el 2003 participó en un homenaje póstumo a Celia Cruz. 

## Muerte
Falleció de un paro respiratorio. Antes de su fallecimiento logró grabar un disco de boleros en homenaje a José Antonio Méndez.[cita requerida]

## Discografía
Seeco Records
| Serie     | Título                                                        | Año de Publicación |
| TRLP-5047 | Daniel Santos y Celio González con los Jóvenes del Cayo       | 1957               |
| SCLP-9116 | Sonora Matancera's Invites You to Dance / Los Invita a Bailar | 1957               |
| SCLP-9120 | Sonora Matancera's Parade of Stars / Desfile de Estrellas     | 1958               |
| SCLP-9126 | Ahí Viene La Sonora Matancera / Here Comes...                 | 1958               |
| SCLP-9156 | La Sonora Matancera Llegó... Canta: Celio González            | 1958               |
| SCLP-9157 | Navidades con la Sonora Matancera                             | 1958               |
| SCLP-9177 | Más Éxitos de La Sonora Matancera con Celio González          | 1959               |
| SCLP-9189 | Los Últimos de Celio González Con la Sonora Matancera         | 1960               |
| SCLP-9207 | Canciones Premiadas de Celio González                         | 1961               |
| SCLP-9229 | Los Reyes del Ritmo: La Sonora Matancera                      | 1962               |
| SCLP-9254 | Sonora Matancera en Puerto Rico                               | 1963               |
| SCLP-9264 | La Primera y La Única: La Sonora Matancera                    | 1964               |

Gema Records
| Serie    | Título                                                  | Año de Publicación |
| LPG-3013 | ¡Que Rico Canta Celio!: Con la Orquesta de Pepé Delgado | 1966               |

Discos Teca
| Serie   | Título                                            | Año de Publicación |
| LIS-610 | Hits de Celio González                            | 1966               |
| LIS-635 | Bailables con Celio González y Sonora             | 1966               |
| LIS-636 | Melodías de Agustín Lara: Celio González y Sonora | 1966               |
| LIS-640 | Lo Mejor de Celio González                        | 1966               |

Alegre Records
| Serie     | Título                                | Año de Publicación |
| LPA-849   | Ahora Si! / This is It                | 1966               |
| LPA-856   | El Celio de Siempre                   | 1967               |
| LPA-864   | Arriba! / Up!                         | 1968               |
| LPAS-8740 | Nueva Vida / New Life: Celio González | 1968               |

Fania Records
| Serie | Título                                                          | Año de Publicación |
|       | El Zorro de Plata presenta al Flaco de Oro (con Johnny Pacheco) | 1981               |

Ansonia Records
- Datos: Q3392575